# Coupe d'Europe de baseball 2014
 (mars 2015).
Si vous disposez d'ouvrages ou d'articles de référence ou si vous connaissez des sites web de qualité traitant du thème abordé ici, merci de compléter l'article en donnant les références utiles à sa vérifiabilité et en les liant à la section « Notes et références ».
Navigation
2013 2015
La Coupe d'Europe de baseball 2014 est la 51e édition de cette compétition sous l'égide de la Confédération européenne de baseball. 
Elle rassemble les douze meilleurs clubs européens et se déroule en deux temps: une phase de poule et une finale à deux (Final 2). La phase de poule se joue du 17 au 22 juin à Brno (République Tchèque) et à Hoofddorp (Pays-Bas).
Le Final 2 oppose les deux vainqueurs des poules, les italiens de l'ASD Rimini Baseball et le San Marino Baseball Club de Saint Marin, du 7 au 9 août 2014.
Le San Marino Baseball Club s'impose en 3 matchs (1-2; 5-4 et 10-4) et remporte ainsi son 3e titre de champion d'Europe.